# Colonia Nueva Luz
Colonia Nueva Luz är en ort i Mexiko.   Den ligger i kommunen Acapulco de Juárez och delstaten Guerrero, i den södra delen av landet, 290 km söder om huvudstaden Mexico City. Colonia Nueva Luz ligger 337 meter över havet och antalet invånare är 466.
Terrängen runt Colonia Nueva Luz är huvudsakligen kuperad, men österut är den platt. Runt Colonia Nueva Luz är det tätbefolkat, med 397 invånare per kvadratkilometer. Närmaste större samhälle är Acapulco, 4,2 km sydväst om Colonia Nueva Luz. Runt Colonia Nueva Luz är det i huvudsak tätbebyggt.